# Babakan (Pugung)
Babakan is een bestuurslaag in het regentschap Tanggamus van de provincie Lampung, Indonesië. Babakan telt 1064 inwoners (volkstelling 2010).